# Österreichische Apothekerkammer
Die Österreichische Apothekerkammer ist die gesetzliche Berufsvertretung der mehr als 7.000 Apotheker, die in Österreich tätig sind.

## Aufgaben
Die Körperschaft des öffentlichen Rechts übernimmt hoheitliche Aufgaben.
Es besteht Pflichtmitgliedschaft.
| Die Apothekerkammer vertritt und fördert die Interessen ihrer Mitglieder vor allem durch: - Begutachtung von Gesetzes- und Verordnungsentwürfen - Stellungnahmen zur Gesundheitsfragen - Fachgutachten - Aufklärungskampagnen in Gesundheitsfragen, Vorsorge etc. - Pressekonferenzen und Statements - Dialoge mit den Bürgern und Politikern - Gespräche mit den unterschiedlichsten Organisationen und Gruppen im Gesundheitswesen - Aktive Europaarbeit - Datensammlung und Aufbereitung - Wirtschaftsverhandlungen mit Sozialpartnern | Aufgaben und Dienstleistungen für Mitglieder sind u. a.: - Moderne Ausbildung, Fort- und Weiterbildung - Überwachung der Erfüllung der Berufspflichten (Disziplinarrecht) - Pressearbeit, Öffentlichkeitsarbeit (PR) - Beratung in allen rechtlichen Fragen und Wirtschaftsberatung - Krankenhauspharmazieangelegenheiten und Arzneimittelinformation - Bekämpfung unlauteren Wettbewerbs - Nacht- und Bereitschaftsdienstregelung - Aspirantenausbildung und Prüfung - Ausstellung von Bestätigungen und Ausweisen - Qualitätskontrollen im eigenen Labor |

## Rechtliche Grundlagen
Die Österreichische Apothekerkammer wurde durch das Bundesgesetz vom 18. Juni 1947, BGBl. Nr. 152, als gesetzliche Berufsvertretung des Apothekerstandes errichtet. Ihr Wirkungskreis erstreckt sich auf das gesamte Bundesgebiet. In den einzelnen Bundesländern bestehen Landesgeschäftsstellen. Die Österreichische Apothekerkammer ist die gesetzliche Interessenvertretung sowohl der selbständigen als auch der angestellten Apotheker.

## Geschichte
Bereits das Apothekengesetz, das mit Zustimmung beider Häuser des Reichsrates am 18. Dezember 1906 beschlossen wurde, enthielt in § 63 die Verfügung, dass zur Vertretung des Apothekerstandes einschließlich der konditionierenden Pharmazeuten in allen im Reichsrate vertretenen Königreichen und Ländern Apothekerkammern errichtet werden. Der Wirkungskreis und die Organisation dieser Kammern sollte durch ein besonderes Gesetz geregelt werden. Am 2. Jänner 1907 erließ der Minister des Innern auf Grund des § 63 Abs. 3 des Apothekengesetzes – bis zur Errichtung der Apothekerkammern – eine Verordnung betreffend die Bestellung von Ausschüssen der konditionierenden Pharmazeuten. Damit wurde ein Wunsch der Assistentenschaft nach einer offiziellen Vertretung in den Gremien erfüllt.
Es dauerte noch 40 Jahre bis zur Einrichtung der Apothekerkammer. Die Ursachen dafür lagen unter anderem im Widerstand der Handelskammern – die Apothekenbesitzer waren Mitglieder der Handelskammern –, in den Schwierigkeiten in der Nationalitätenfrage, denn es gab Widerstände in den Kronländern gegen die Zusammenfassung der Apotheker verschiedener Nationen und verschiedener Sprachen in einer gemeinsamen Kammer, in den Standesvertretungen nicht zusagenden Regierungsentwürfen des Innenministeriums 1909 (den Gremialordnungen zu ähnlich) oder des Sozialministeriums in der 1. Republik (Differenzen zwischen den beiden Standesgruppen etc.). Weitere Ursachen waren der Erste Weltkrieg oder der Umstand, dass nach dem Bundes-Verfassungsgesetz 1920 die Angelegenheiten der Standesvertretungen Landessache waren und die Errichtung einer Apothekerkammer in jedem Bundesland als nicht finanzierbar erachtet wurde. Erst nach der B-VG-Novelle 1929 war die Errichtung einer Kammer für das gesamte Bundesgebiet zulässig geworden. Da allerdings eine rasche Gesetzwerdung aufgrund der Auffassungsunterschiede zwischen den Angestellten und Selbständigen nicht möglich war, verhinderten die Auflösung des Parlaments am 4. März 1933, der Anschluss an das Deutsche Reich 1938 – alle österreichischen Apotheker, Angestellte und Besitzer, wurden in die Deutsche Apothekerkammer eingegliedert – und der Zweite Weltkrieg ein Apothekerkammergesetz.
Die Österreichische Apothekerkammer wurde daher erst durch das Bundesgesetz vom 18. Juni 1947, BGBl. Nr. 152, als gesetzliche Berufsvertretung der Apotheker errichtet. Das Apothekerkammergesetz wurde am 21. August 1947 im Bundesgesetzblatt kundgemacht. Die erste Apothekerkammerwahl – die erste Wahl einer öffentlich-rechtlichen Berufskörperschaft im neuen Österreich überhaupt – fand 1948 statt; sie wurde am 13. Juni 1948 mit außerordentlich hoher Wahlbeteiligung abgeschlossen. Die Konstituierung des Kammervorstandes erfolgte am 24. Juni 1948.

## Labor
Um die Sicherung der Qualität in den öffentlichen Apotheken zu unterstützen, betreibt die Österreichische Apothekerkammer ein eigenes GMP-zertifiziertes Labor. Es ist für die österreichischen Apotheker eine Anlaufstelle zur Überprüfung der Arzneimittelqualität.
Folgende Schwerpunkte werden durch das Apothekerlabor abgedeckt:
- Untersuchung von Ausgangsmaterialien und pflanzlichen Arzneimitteln auf Arzneibuchqualität, nach den geltenden, validierten Verfahren der Pharmakopöen (amtliche Arzneibücher)
- Untersuchung von Arzneispezialitäten insbesondere auf Wirkstoffgehalt bzw. falls zutreffend auf Gleichförmigkeit des Wirkstoffgehalts
- Ausarbeitung von Prüfvorschriften und deren Validierung
- Ausarbeitung von Monographien für pflanzliche Arzneimittel und Arzneimittelzubereitungen sowie von ätherischen Ölen für das Europäische Arzneibuch als Mitglied einer Expertengruppe des Europäischen Direktorats für die Qualität von Arzneimitteln EDQM in Straßburg
- Revision von Monographien des Österreichischen Arzneibuches
- Amtliche Entsorgung von Suchtmitteln gemäß Erlass des Bundesministeriums für Gesundheit
- Hilfestellung für öffentliche Apotheken bei Identitätsprüfungen von Arzneimitteln, Kundenreklamationen und bei Visitationsproblemen
- Durchführung von Ringversuchen (ist eine Methode der externen Qualitätssicherung): Überprüfung von magistralen Zubereitungen der öffentlichen Apotheken auf ihre Qualität.

## Bibliothek
Das Apotheker-Haus in Wien birgt die älteste und eine der bedeutendsten pharmazeutischen Fachbibliotheken des deutschen Sprachraumes. Sie spiegelt mit ihren Beständen den Geist, das wissenschaftliche Streben, die Stellung des Berufsstandes im öffentlichen Leben wider. Gegründet wurde die Bibliothek 1802 von Apotheker Josef Moser in Form eines Vereines mit dem Namen »Pharmazeutisch-chemische Lesegemeinschaft«. Daraus wurde 1814 die Gremial-Bibliothek. Seit November 1908 befindet sich die Bibliothek des Wiener Apotheker-Hauptgremiums, jetzt Bibliothek der Österreichischen Apothekerkammer, im 2. Obergeschoß.

## Apothekerhaus
Im Jahr 1908 wurde das »Apothekerhaus« in der Spitalgasse 31 im 9. Wiener Gemeindebezirk gebaut. Am 25. November 1908 fand die Eröffnung des »Allgemeinen österreichischen Apotheker-Vereines« statt. Das Vereinshaus beherbergte schon anfangs verschiedene Institutionen der Apothekerschaft: neben dem Apotheker-Verein auch u. a. das Wiener Apotheker-Hauptgremium und dessen Sammlungen, die Laboratorien, die Pharmazeutische Schule, die Allgemeine Gehaltskasse der Apotheker sowie den Ersten österreichischen Apotheker-Kreditverein. Heute sind im Apothekerhaus folgende Institutionen (in alphabetischer Reihenfolge) untergebracht:
- Österreichische Apothekerbank: Die Apobank ist die Standesbank der Pharmazie Österreichs
- Apothekerkammer: die gesetzliche Berufsvertretung aller selbständigen und angestellten Apothekerinnen und Apotheker
- Apothekerverband: Interessenvertretung der selbständigen Apotheker Österreichs
- Apotheker-Verlag: Das Verlagshaus der Österreichischen Apotheker
- Arbeitsgemeinschaft österreichischer Krankenhausapotheker: vertritt die Interessen der Krankenhausapotheker in Österreich.
- Forum Pharmazie: Verein für Angestellte Apothekerinnen und Apotheker Österreichs
- Pharmazeutische Gehaltskasse: Wirtschafts- und Sozialinstitut der Apotheker Österreichs
- Verband Angestellter Apotheker Österreichs (VAAÖ): kollektivvertragsfähige Interessenvertretung der angestellten Apotheker Österreichs